# دون سيغل
دون سيغل (بالإنجليزية: Don Siegel)‏ (و. 1912 – 1991 م) هو منتج أفلام، ومخرج أفلام أمريكي، ولد في شيكاغو، توفي في مقاطعة سان لويس أوبيسبو، عن عمر يناهز 79 عاماً، بسبب سرطان.

## التعليم
تعلم في كلية يسوع ‏.

## وصلات خارجية
- دون سيغل على موقع IMDb (الإنجليزية)
- دون سيغل على موقع الموسوعة البريطانية (الإنجليزية)
- دون سيغل على موقع روتن توميتوز (الإنجليزية)
- دون سيغل على موقع مونزينجر (الألمانية)
- دون سيغل على موقع ألو سيني (الفرنسية)
- دون سيغل على موقع تيرنر كلاسيك موفيز (الإنجليزية)
- دون سيغل على موقع أول موفي (الإنجليزية)
- دون سيغل على موقع قاعدة بيانات الأفلام السويدية (السويدية)
- دون سيغل على موقع إن إن دي بي (الإنجليزية)
- دون سيغل على موقع قاعدة بيانات الفيلم (الإنجليزية)